# Tristão

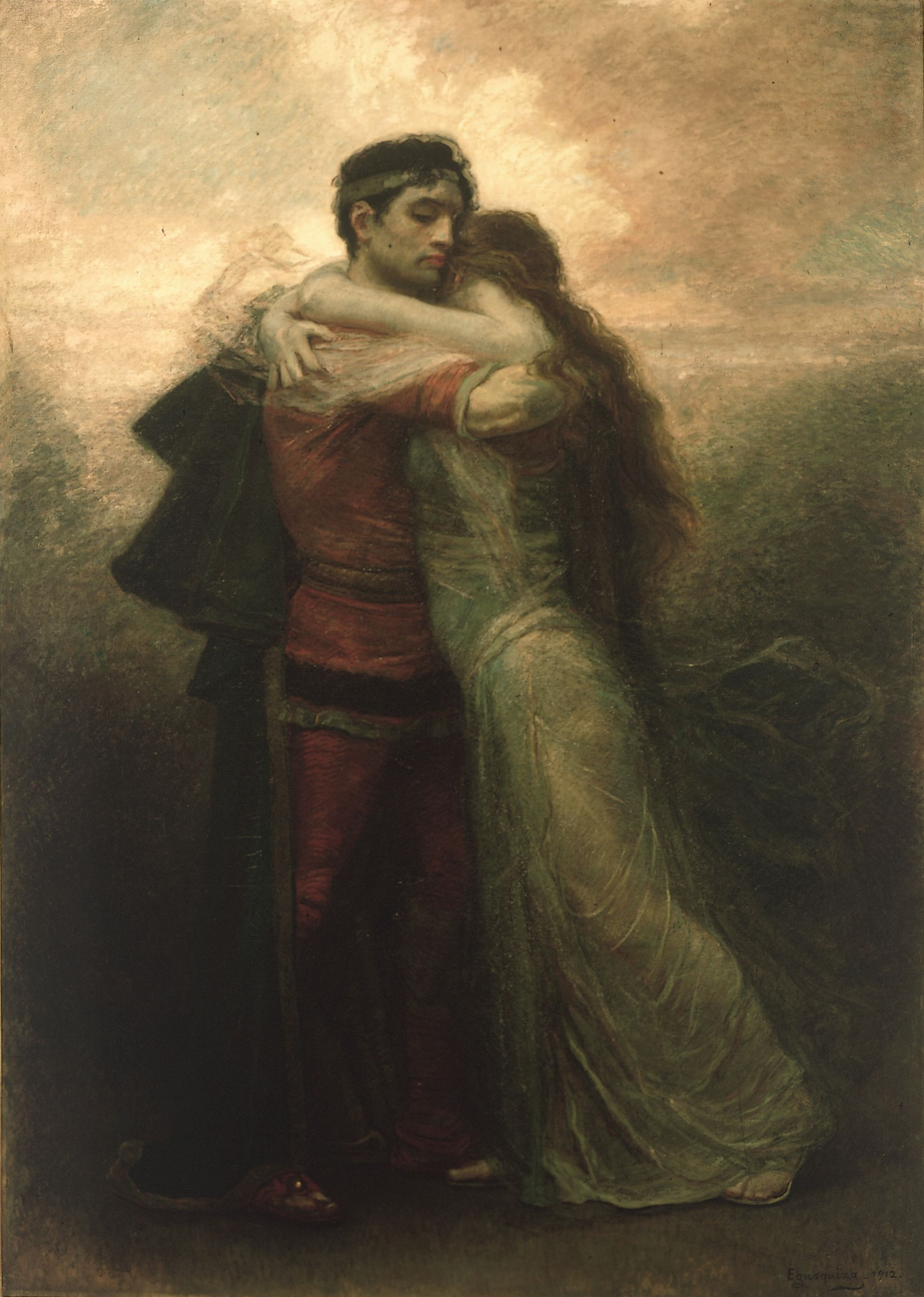
Tristán e Iseo (La vida) de Rogelio de Egusquiza (1912)

Tristão (também escrito como Tristan, Tristam, Drustanus, Drystan) é um personagem lendário das histórias do Ciclo Arturiano presente na lenda de Tristão e Isolda. Tristão é um dos Cavaleiros da Távola Redonda e aparece como um das personagens principais da obra Tristão e Isolda de Wagner. Conforme a versão da lenda, ele era filho de Brancaflor e de Rivalen ou de Isabel da Cornualha e de Meliodas, e sobrinho do Rei  Marcos da Cornualha, enviado à Irlanda em busca de Isolda para que esta se case com o rei. Contudo, acidentalmente, ele e Isolda bebem uma poção mágica durante a viagem e apaixonam-se um pelo outro.

## Ciclo Arturiano

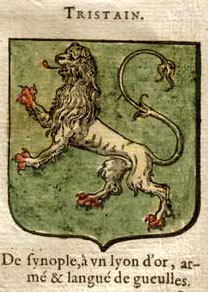
Brasão de "Tristain's"

Na história de Tristão e Isolda, Tristão é sobrinho do rei Marcos da Cornualha, enviado para buscar Isolda na Irlanda para se casar com o rei. No entanto, ele e Isolda acidentalmente consomem uma poção do amor durante o trajeto e se apaixonam perdidamente. A dupla então passa por inúmeras provações que testam seu caso secreto, antes do fim trágico.
Tristão fez sua primeira aparição registrada no século XII na mitologia britânica que circulava no norte da França e no Reino da Bretanha, que tinha estreitos laços ancestrais e culturais com Gales, Cornualha e Devon por meio do antigo reino britânico de Dumnônia, como feito claro na própria história, e nas línguas córnicas e bretão intimamente relacionadas, ambas as quais são proto-célticas como o galês. Embora as histórias mais antigas sobre Tristão tenham se perdido, alguns dos derivados ainda existem. A maioria das primeiras versões cai em um de dois ramos: o ramo "cortês" representado nas versões do poeta inglês Thomas da Grã -Bretanha e seu sucessor alemão Gottfried von Strassburg, e no Folie Tristan d'Oxford; e o ramo "comum", incluindo as obras da literatura francesa medieval.
O romancista arturiano Chrétien de Troyes mencionou em seu poema Cligès que ele compôs seu próprio relato da história; no entanto, não existem cópias ou registros remanescentes de qualquer um desses textos. No século XIII, durante o grande período dos romances de cavalaria em prosa, Tristan en prose ou Tristão em Prosa tornou-se um dos romances mais populares de seu tempo. Esta obra longa, extensa e muitas vezes lírica (a edição moderna ocupa treze volumes) segue Tristão da lenda tradicional para o reino do Rei Arthur, onde Tristão participa da Busca do Santo Graal. Seu grande sucesso gerou muitos italianos (como o Tavola Ritonda) e outras reescritas. Entre eles estava o Ciclo do Pseudo-Boron da França, que o combinava com uma versão abreviada do Ciclo da Vulgata, elementos dos quais já haviam sido usados na prosa de Tristão.

## EmLe Morte d'Arthur
Thomas Malory mais tarde encurtou e incorporou a prosa Tristão em seu próprio O Livro de Sir Tristram de Lyones, uma parte de Le Morte d'Arthur em que Tristan (Tristram) desempenha o papel de um contra-herói para Lancelot. De todos os cavaleiros, Tristram é o que mais se assemelha a Lancelot, pois também ama uma rainha, a esposa de outra. Tristão é até considerado um cavaleiro tão forte e capaz quanto Lancelot, incluindo o cumprimento da profecia de Merlin para os dois se envolverem no maior duelo entre quaisquer cavaleiros antes ou depois, embora nenhum mate o outro e eles se tornem amados amigos. Seus outros amigos e companheiros incluem Dinadan e Lamorak.
Na narrativa de Malory, seguindo a prosa Tristão, a mãe de Tristão, a rainha Elizabeth, morre durante o parto enquanto procurava desesperadamente por seu pai, o rei Meliodas, depois que ele foi sequestrado por uma feiticeira (de um tipo de fada no original, não especificado por Malory) para ser amante dela. O jovem Tristão conhece e se apaixona por Isolda (Iseult) desde o início. Seu tio, o rei  Marcos, com ciúmes de Tristão e tentando miná-lo, busca o casamento com Isolda por um propósito tão odioso, indo tão longe a ponto de pedir a Tristram que fosse buscar a mão dela em seu nome (o que Tristram, entendendo que era seu dever de cavaleiro, sim). Por causa do comportamento traiçoeiro de  Marcos, Tristram leva Isolde dele e vive com ela por algum tempo no castelo Joyous Gard de Lancelot, mas ele então devolve Isolde para  Marcos. No entanto,  Marcos acaba emboscando e ferindo mortalmente Tristram enquanto ele está harpando (Tristan é mencionado no livro como um dos maiores músicos e falcoeiros).

## Diferenças entre versões
Tristan era originalmente filho da Rainha Brancaflor e do Rei Rivalen. Em versões posteriores desde a Prosa de Tristão, seus pais são a Rainha Isabelle (a Elizabeth de Malory, conhecida como Eliabel ou Eliabella na Itália) e o Rei Meliodas de Lyonesse.

## Raízes históricas

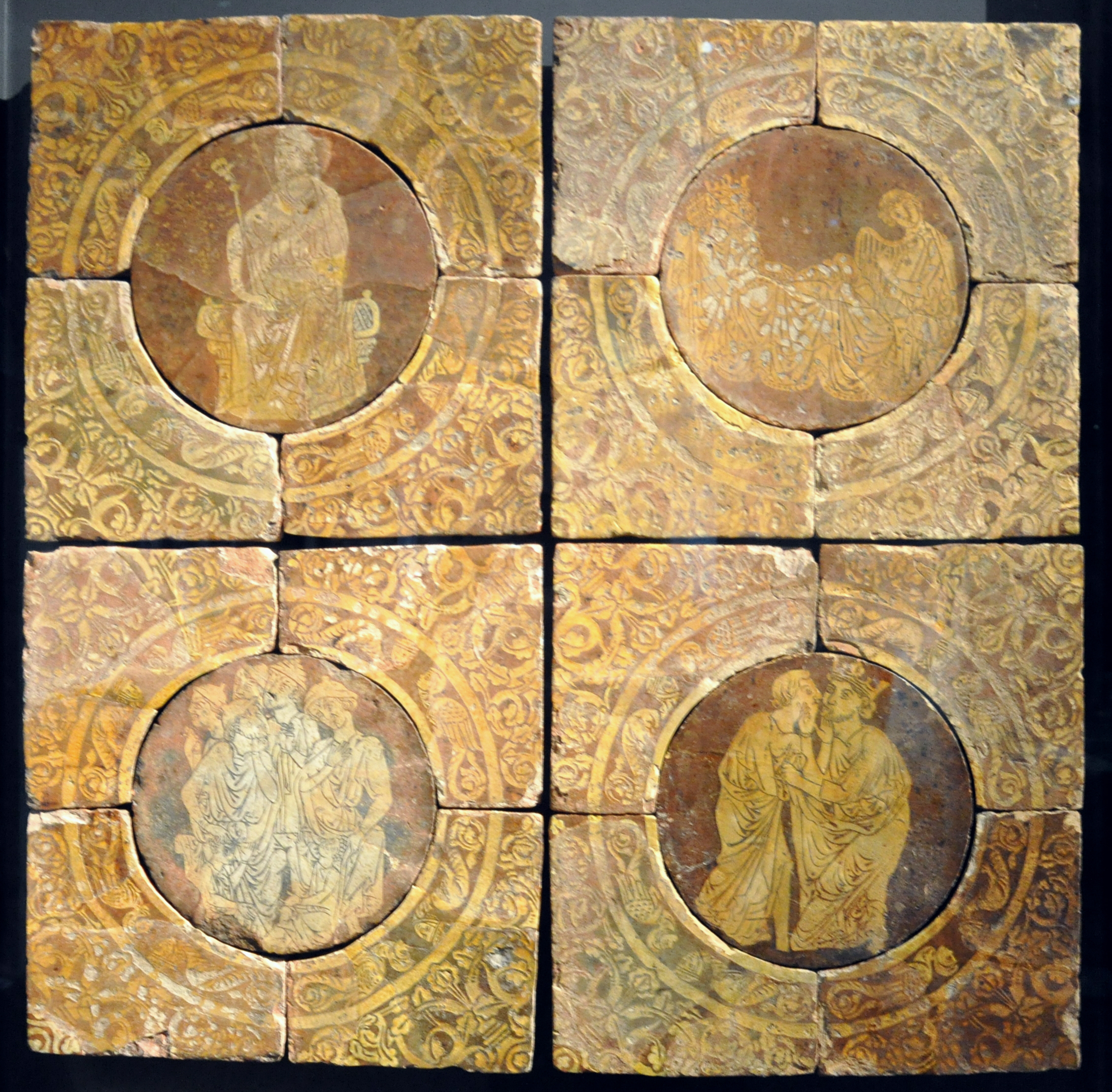
Cenas da história de Tristão em azulejos do século XIII da Abadia de Chertsey

Existem aspectos obscuros para Tristão; seu antigo nome britônico parece significar "espadas de ferro retinindo", enquanto a versão mais recente em línguas românicas, incluindo o francês, é interpretada como "tristeza" de acordo com o trágico romance de Tristão e Isolda. Tristão também pode derivar da lendária Pictish Chronicle Drest ou Drust, que freqüentemente aparece como o nome de vários reis pictos antigos na Escócia moderna, bem ao noroeste; Drustanus é simplesmente Drust traduzido para o latim. Pode ter se originado de uma lenda antiga a respeito de um rei picto que matou um gigante no passado distante, que se espalhou pelas ilhas, ou o nome também pode vir de um santo picto do século VI que tinha outra forma do nome - ou pode ter migrado do sudoeste devido à fama das lendas de Arthur. Além disso, havia um Tristão que testemunhou um documento legal na Abadia de São Galo na Suábia em 807.
O Romance de Tristão e Isolda, do poeta franco-normando Béroul, possivelmente a versão mais antiga existente, é notável por suas localizações geográficas muito específicas na Cornualha. Outro aspecto estranho é seu reino, Lyonesse, de cuja existência não há evidências. No entanto, havia dois lugares chamados Lyonesse: um na Bretanha, o outro a transcrição do francês antigo de Lothian. No entanto, as Ilhas Scilly também foram propostas para ser este lugar, uma vez que foram possivelmente uma ilha até a época romana e várias ilhas são interligadas na maré baixa. Independentemente disso, Tristão sendo um príncipe de Lothian tornaria seu nome mais sensato, Lothian estando nas fronteiras do Alto-Reinado dos pictos (e uma vez que fazia parte do território dos pictos; Tristão pode na verdade ter sido um príncipe dos pictos sob um rei britânico). Também há registros de um Turstan Crectune, cujo nome deu o nome à aldeia Lothian de Crichton. Ele recebeu terras em 1128 pelo rei David I da Escócia. Outra sugestão é que ele poderia ter sido adotado pela família de Marcos da Cornualha, uma prática histórica atestada pelo direito romano.
O pesquisador Sigmund Eisner chegou à conclusão de que o nome Tristan vem de Drust, filho de Talorc, mas que a lenda de Tristan como a conhecemos, foi reunida por um monge irlandês que vivia no norte da Grã-Bretanha por volta do início do século VIII. Eisner explica que os monges irlandeses dessa época deveriam estar familiarizados com as narrativas gregas e romanas das quais a lenda se baseia, como Píramo e Tisbe; eles também deveriam estar familiarizados com os elementos celtas da história, como The Pursuit of Diarmuid e Gráinne. Eisner conclui que "o autor da história de Tristão usou os nomes e algumas das tradições locais de seu próprio passado recente. A essas figuras ele anexou aventuras que haviam sido herdadas da mitologia romana e grega. Ele viveu no norte da Grã-Bretanha, foi associado a um mosteiro e iniciou a primeira versão da história de Tristão em suas viagens para onde quer que tenha sido encontrada.”

## The Tristan Stone

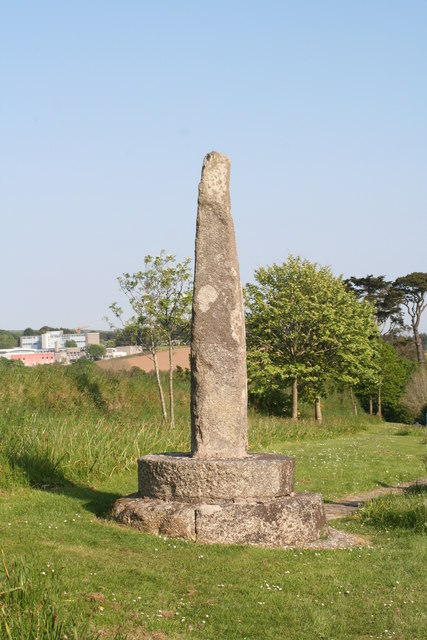
A Pedra de Tristão em 2008

A possível evidência de suas raízes no sudoeste da Inglaterra é o pilar de granito inscrito do século VI conhecido como The Tristan Stone, ou The Longstone (em córnico:  Menhir, significando pedra longa), situado ao lado da estrada que leva a Fowey, na Cornualha. Ele mede cerca de 2,7 metros de altura e foi instalado em uma base de concreto moderna. Até a década de 1980, estava em sua posição original a alguns metros da estrada costeira em um campo próximo à curva para o pequeno porto de Polkerris. Ficou então mais perto do Castelo Dore e pode ter sido a origem da associação deste local com a história do trágico amor de Tristão e Isolda. Há uma cruz tau de um lado e uma inscrição em latim do outro, agora muito desgastada, onde se lê: 
DRVSTANVS HIC IACIT
CVNOMORI FILIVS
[Aqui jaz Drustanus, filho de Cunomorus]

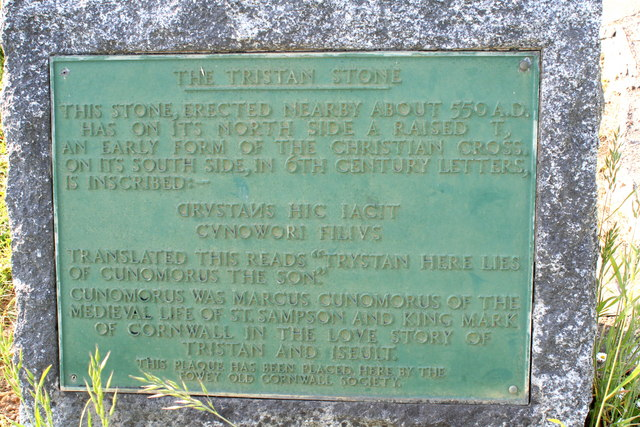
A placa da história da pedra

Foi sugerido, e é afirmado com segurança na placa ao lado da pedra, que os personagens mencionados são Tristão, do qual Drustan é uma variante e Cynvawr latinizado para Cunomorus. Cynvawr, por sua vez, como diz o autor do século IX, Nênio, que compilou um relato pseudo-histórico do Rei Arthur, ser identificado com o rei Marcos conhecido no pseudônimo ‘QVONOMORVS’. Por volta de 1540, John Leland registrou uma terceira linha faltando agora: CVM DOMINA OUSILLA ('com a senhora Ousilla': Ousilla é concebivelmente uma latinização do córnico Eselt), mas perdeu a primeira linha maltratada pelo tempo (‘DRUSTANVS HIC IACIT’) que tem levou Craig Weatherhill a especular que esta terceira linha poderia ter sido perdida por fratura de pedra, mas que também levou Goulven Peron a propor ver 'OUSILLA' como uma leitura particular de 'DRUSTANVS'.